# جيراردو دياز فيران
جيراردو دياز فيران (بالإسبانية: Gerardo Díaz Ferrán)‏ هو رائد أعمال إسباني، ولد في 27 ديسمبر 1942 في مدريد في إسبانيا.